# Babs (film)
Babs is een Nederlandse film uit 2000 van Irma Achten. Het is gebaseerd op een verhaal van Irma Achten.
Het is het debuut van cabaretière Brigitte Kaandorp in een film, een lang gekoesterde droom kwam voor haar uit waarin ze zang en acteren in de rol verwerkte. De film werd in zijn geheel opgenomen in Rotterdam.

## Verhaal
De alleenstaande moeder Babs heeft het niet makkelijk en het lijkt alsof pech haar blijft achtervolgen. Op een dag vindt ze een paar schoenen, ze bewaart ze, want misschien brengen ze geluk. Dan staat Juan Carlos voor haar neus, een louche nachtclubeigenaar. Babs valt als een blok voor hem en ze begint een relatie met hem. Haar leven komt helemaal ondersteboven te staan, als Juan Carlos verdacht wordt bij een moordzaak.

## Rolverdeling
| Acteur                 | Personage    |
| ---------------------- | ------------ |
| Brigitte Kaandorp      | Babs/Karla   |
| John Buijsman          | Inspecteur   |
| Michel Van Dousselaere | Juan Carlos  |
| Cecile Heuer           | Fritsie      |
| Wivineke van Groningen | Deense vrouw |
| Naomi Colombaioni      | Geert        |